# Câu lạc bộ Bóng đá Đồng Nai
Đồng Nai FC é um time de futebol vietnamita que está situado na cidade de Dong Nai e atualmente disputa a V-Liga, a primeira divisão do país.